# Іванківська сільська рада (Борщівський район)
Іва́нківська сільська́ ра́да — адміністративно-територіальна одиниця та орган місцевого самоврядування в Борщівському районі Тернопільської області. Адміністративний центр — село Іванків. Ліквідована в листопаді 2015 року, увійшла в Скала-Подільську об'єднаної територіальну громаду.

## Загальні відомості
- Територія ради: 9,859 км²
- Населення ради: 2 425 осіб (станом на 2001 рік)

## Населені пункти
Сільській раді були підпорядковані населені пункти:
- с. Іванків
- с. Бережанка
- с. Гуштинка
- с. Трійця

## Населення
Згідно з переписом УРСР 1989 року чисельність наявного населення сільської ради становила 2557 осіб, з яких 1164 чоловіки та 1393 жінки.
За переписом населення України 2001 року в сільській раді мешкало 2414 осіб.

### Мова
Розподіл населення за рідною мовою за даними перепису 2001 року:
| Мова       | Відсоток |
| ---------- | -------- |
| українська | 99,67 %  |
| російська  | 0,29 %   |
| білоруська | 0,04 %   |

## Склад ради
Рада складалася з 16 депутатів та голови.
- Голова ради:
- Секретар ради: Бугера Ореста Михайлівна

### Керівний склад попередніх скликань
| Прізвище, ім'я, по батькові | Основні відомості                                    | Дата обрання | Дата звільнення |
| --------------------------- | ---------------------------------------------------- | ------------ | --------------- |
| Кравчишин Ігор Ярославович  | Сільський голова, 1968 року народження, безпартійний | 26.03.2006   | 31.10.2010      |

Примітка: таблиця складена за даними сайту Верховної Ради України

### Депутати
За результатами місцевих виборів 2010 року депутатами ради стали:

#### За суб'єктами висування
| Суб'єкт висування | Кількість обраних депутатів | %   |
| ----------------- | --------------------------- | --- |
| Самовисування     | 16                          | 100 |

#### За округами
| № округу | Прізвище, ім'я, по батькові  | Дата визнання обраним | Освіта             | Партійна приналежність | Відомості про обраного депутата                                |
| -------- | ---------------------------- | --------------------- | ------------------ | ---------------------- | -------------------------------------------------------------- |
| 1        | Запоточний Віктор Михайлович | 02.11.2010            | середня            | позапартійний          | тимчасово не працює                                            |
| 2        | Грондецька Марта Несторівна  | 02.11.2010            | середня спеціальна | позапартійна           | пенсіонер                                                      |
| 3        | Шпирка Микола Михайлович     | 02.11.2010            | середня спеціальна | позапартійний          | ВАТ Скала-Подільський спецкар'єр, головний енергетик           |
| 4        | Марчак Світлана Миклаївна    | 02.11.2010            | вища               | позапартійна           | Іванків с/р, бухнал-тер                                        |
| 5        | Бугера Ореста Мизхайлівна    | 02.11.2010            | середня спеціальна | позапартійна           | Іванків с/р, секретар                                          |
| 6        | Рибак Руслана Дементіївна    | 02.11.2010            | середня спеціальна | позапартійна           | Іванків с/р, касир                                             |
| 7        | Зозуляк Оксана Ігорівна      | 02.11.2010            | вища               | позапартійна           | Іванківська загальноосвітня школа, вчитель                     |
| 8        | Бартків Микола Михайлович    | 02.11.2010            | середня спеціальна | позапартійний          | Чортківська дистанція колії, черговий                          |
| 9        | Пакуляк Ігор Васильович      | 02.11.2010            | середня спеціальна | позапартійний          | НВФГ «Маїс», робітник                                          |
| 10       | Бартків Тетяна Юріївна       | 02.11.2010            | середня спеціальна | позапартійна           | ВЗ Тернопільська обл., Борщівський р-н, с. Іванків, началь-ник |
| 11       | Януш Оксана Володимирівна    | 02.11.2010            | середня спеціальна | позапартійна           | Іванків с/р, землев-порядник                                   |
| 12       | Поважний Іван Михайлович     | 02.11.2010            | середня            | позапартійний          | підприємець                                                    |
| 13       | Розмериця Володимир Петрович | 02.11.2010            | середня спеціальна | позапартійний          | Бурдяківський щебзавод, машиніст тепловоза                     |
| 14       | Басараба Михайло Іванович    | 02.11.2010            | середня            | позапартійний          | Борщівський РЕМ, водій                                         |
| 15       | Качконога Петро Миколайович  | 02.11.2010            | середня            | позапартійний          | тимчасово не працює                                            |
| 16       | Довга Ольга Миколаївна       | 02.11.2010            | середня спеціальна | позапартійна           | с. Трійця ФП, санітарка                                        |